# Полетика, Пётр Иванович
Пётр Иванович Полетика (1778, Васильков, Киевская губерния — 1849, Санкт-Петербург) — русский дипломат, сенатор, мемуарист. Считался крупнейшим в пушкинской России специалистом по США, где в 1817—1822 годах возглавлял российское посольство. Славился своим остроумием.

## Биография
Происходил из малороссийских дворян. Родом происходил от одного из греческих семейств, поселенных в Нежине. Сын известного врача Ивана Андреевича Полетики (1722—1783) и турчанки, взятой в плен при взятии Очакова. Родился 15 (26) августа 1778 года в Василькове Киевской губернии.
В 1782 году был привезён в столицу и определён в Императорский сухопутный шляхетский кадетский корпус, где пробыл 14 лет.
В 1796 году император Павел I отобрал Полетику как одного из лучших кадетов в свою свиту. На военной службе П. Полетика пробыл до 1798 года, после чего вышел в отставку и поступил переводчиком в Коллегию иностранных дел.
В ноябре 1801 года направлен служителем канцелярии в стокгольмскую миссию. Из-за разногласий с посланником русской миссии при дворе шведского короля Густава IV Д. М. Алопеусом, Полетика вернулся в Россию, после чего «служил в канцеляриях русского посланника в Неаполе Д. П. Татищева, генерала от инфантерии Б. П. Ласси и адмирала Д. Н. Сенявина».
Во время русско-турецкой войны вместе с адмиралом Д. Н. Сенявиным участвовал в высадке на Тенедос, в Афонском и Дарданелльском морских сражениях. В апреле 1809 года «назначен советником посольства в Вашингтоне, в 1811 — переведён на ту же должность в Рио-де-Жанейро, а в 1812 — в Мадрид». В 1814 году в чине статского советника определён для занятий дипломатической частью к фельдмаршалу М. Б. Барклаю де Толли.
В 1810-е годы Пётр Иванович сблизился с В. А. Жуковским и другими последователями Н. М. Карамзина, составившими со временем литературное общество «Арзамас». Полетика принимал участие в первых заседаниях общества под именем «Очарованного Челна» (намёк на многочисленные странствия). Покровительствовал слепому поэту И. И. Козлову, который посвятил ему стихотворение «Явление Франчески».
В 1816 году вновь отправлен за рубеж советником посольства в Лондоне. В ноябре 1817 года Полетика вернулся в первую столицу США — Филадельфию, где получил должность чрезвычайного и полномочного посланника Российской империи. По окончания полномочий в 1822 году вернулся в Россию.
В 1824 году — уполномоченный от Министерства иностранных дел на конференции об устройстве дел Российско-американской компании.
В 1826 году сочинил под псевдонимом «Русский» и опубликовал в Париже и Балтиморе «Очерк внутренних условий в США и их политических отношений с Европой» (англ. A Sketch of the Internal Condition of the United States and Their Political Relations with Europe). Существует версия, что книга могла быть написана одним из сотрудников посольства, и её возможный автор - П. П. Свиньин или А. Г. Евстафьев). Автор дает подробное описание жизни американского общества, пишет об успехах американцев в распространении знаний, впрочем, критически относясь к их уровню: «Но когда, отдав сию справедливость, мы приступим к рассмотрению Наук и Художеств в Соединенных Областях, то увидим, что край сей еще отдален на сей счет от Европы». Он также пишет: «И в заключение, каково же нынешнее состояние общества, в котором находятся Соединенные Штаты? Цивилизованное население, но распределенное по огромной, все еще новой территории. Все здесь в движении и быстро движется к лучшему состоянию дел. Но это движение, по причине очень большого расхождения между размерами территории и населением, скорее физическое, чем моральное. Человеческая предприимчивость кажется поглощенной стремлением к обогащению, и они пока еще не думают о том, чтобы получать удовольствие от приобретенного». В полном объёме книга по цензурным соображениям в России не выходила и считалась слишком радикальной. Её фрагмент под названием «Состояние общества в Соединенных Американских областях» был опубликован в 1830 году в «Литературной газете», которую издавал А. А. Дельвиг.
Впоследствии состоял в комитете МИД и Сенате с чином тайного советника (28.03.1825). В 1825 — полномочный министр при заключении конвенции с Великобританией и США о торговле и мореплавании в Тихом океане. В 1825 году привёз в столицу Вюртемберга сообщение о вступлении на престол императора Николая I.
В 1826 году был назначен в Верховный уголовный суд по делу декабристов. В том же году руководил проведением ревизии Санкт-Петербургской губернии. Затем в 1828 году «состоял членом в учрежденном при Сенате Комитете для рассмотрения привилегий прибалтийских губерний, а в 1829 — в Комитете для рассмотрения требований российских подданных к Оттоманской Порте, в 1832 году назначен к присутствованию в I-м Отделении 5-го Департамента Сената, где с 1833 был и первоприсутствующим, отличаясь в этом звании независимостью своих отзывов и мнений». Например, ему приписывается афоризм: «В России от дурных мер, принимаемых правительством, есть одно спасение — дурное исполнение».
В 1841 году получил чин действительного тайного советника. Умер 26 января (7 февраля) 1849 года в Петербурге от подагры, похоронен на Волковом православном кладбище. Ф. Вигель оставил о нём следующий отзыв:
Служа в иностранной коллегии, изъездил он почти весь свет. Всеми был он любим и уважаем, и сам ни к кому не чувствовал ненависти: если же и чуждался запятнанных людей, то старался и им не оказывать явного презрения. К сожалению моему, он одержим был сильной англоманией, и этот недостаток в глазах моих, делая его несколько похожим на методиста или квакера, придавал ему, однако же, много забавно-почтенной оригинальности. Вообще я нахожу, что благоразумнее его никто ещё не умел распорядиться жизнью; он умел сделать её полезной и приятной как для себя, так и для знакомых.
П. А. Вяземский приписывал Петру Ивановичу следующую фразу: «В России от дурных мер, принимаемых правительством, есть спасение: дурное исполнение». По мнению К. В. Душенко, это наиболее ранний вариант получившего позднее широкое распространение крылатого выражения «Строгость российских законов смягчается необязательностью их исполнения».
По отзывам современников, Полетика выглядел старше своего возраста. «Он был собой не виден, но умные черты лица и всегда изысканная опрятность делали наружность его довольно приятной», — пишет Вигель. По замечанию П. И. Бартенева, «при большом простодушии и добродушии имел он какую-то формальность и брюзгливость квакера и американца». А. С. Пушкин записал в дневнике 1834 года: «Я очень люблю Полетику».
В честь П. И. Полетика названа гора (гора Полетика, побережье Северной Америки, архипелаг Александра, 59°08′ с.ш., 134°30′ з.д.; название присвоено географом Л. Мартином в честь П. И. Полетика как русского посла в США в 1817—21 гг.).

## Почести
- Орден Святого Александра Невского (22.04.1834)
- Член Американского философского общества в Филадельфии (1822)
- Президент Общества лесного хозяйства (1832)